# Lüscherz
Lüscherz (fr. Locras) – gmina (niem. Einwohnergemeinde) w Szwajcarii, w kantonie Berno, w regionie administracyjnym Seeland, w okręgu Seeland. Leży nad jeziorem Bielersee.

## Demografia
W Lüscherz mieszka 559 osób. W 2020 roku 12,2% populacji gminy stanowiły osoby urodzone poza Szwajcarią.